# Philipp Manning

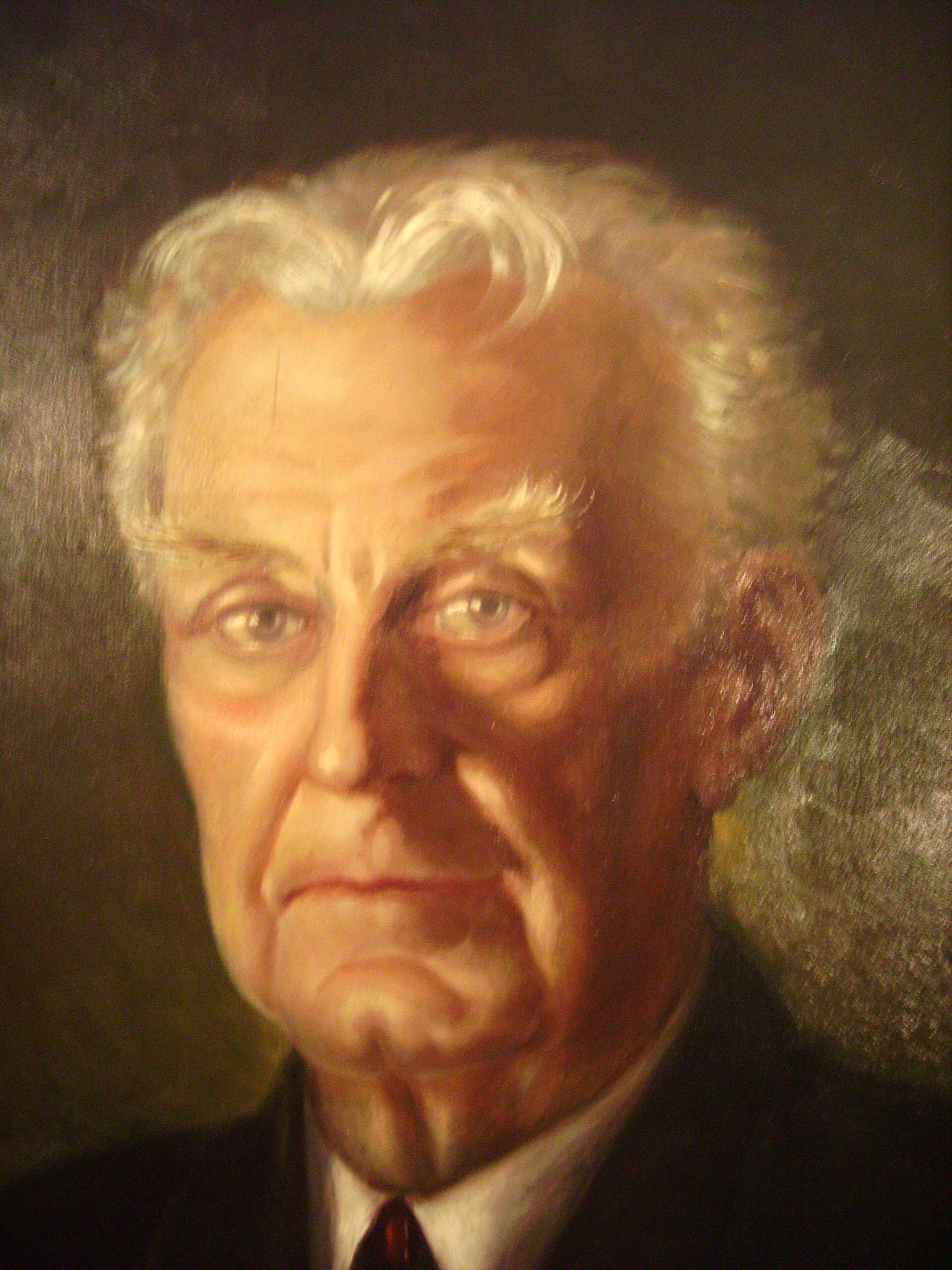
Philipp Manning

Philipp Manning (Lewisham, Inglaterra, 23 de novembro de 1869 – Bade-Bade, Alemanha, 10 de abril de 1951), nasceu Philipp Gustav Valère Manning, foi um ator alemão-britânico, filho de pai britânico e mãe alemã. Ele sempre interpretou personagens britânicos em filmes alemães, incluindo aqueles em propaganda nazista.

## Filmografia selecionada
- 1922: Lucrezia Borgia
- 1923: Friedrich Schiller
- 1923: Das alte Gesetz
- 1924: Der Turm des Schweigens
- 1925: Bismarck, 1. Teil
- 1928: Heimkehr
- 1929: Atlantik
- 1930: Die letzte Kompagnie
- 1932: Das Schiff ohne Hafen
- 1933: Ein Unsichtbarer geht durch die Stadt
- 1934: Die Welt ohne Maske
- 1936: Der Dschungel ruft
- 1939: Robert Koch, der Bekämpfer des Todes
- 1941: Carl Peters
- 1941: Jungens